# Lovre Kalinić
Lovre Kalinić (Spalato, 3 aprile 1990) è un calciatore croato, portiere e capitano dell'Hajduk Spalato. Con la nazionale croata è stato vicecampione del mondo nel 2018.

## Carriera

### Club

#### Hajduk Spalato e i vari prestiti
Cresce calcisticamente nelle giovanili dell'Hajduk Spalato per poi essere ceduto in prestito al Junak Sinj, in seconda divisione dove disputa 4 partite, e al Novalja, nella terza divisione croata dove disputa 23 match.
Nel 2010, alla fine di queste due esperienze, torna al club di appartenenza dove il 24 aprile 2011 ottiene il suo esordio nel massimo campionato croato; in occasione della vittoria esterna, per 1-2, contro lo Slaven Belupo disputa tutti i 90 minuti di gioco subendo una sola rete. A fine stagione totalizza solo quella presenza con la sua squadra che comunque si piazza al secondo posto in classifica dietro i campioni di Croazia della Dinamo Zagabria.
A febbraio 2012 decide di lasciare la sua squadra per passare, in prestito, al Karlovac dove riesce ad ottenere 11 presenze dove subisce 19 reti. A fine stagione torna all'Hajduk Spalato per tentare di conquistarsi un posto da titolare nella squadra. La prima stagione dopo il prestito di 6 mesi risulta ancora difficile per il portiere croato dove ottiene appena 5 presenze, dove subisce 7 reti, anche se a partire dalla stagione successiva diverrà il primo portiere inamovibile della squadra per lungo tempo che lo porterà anche a vincere una Coppa di Croazia.
Il 28 novembre 2015, in occasione della vittoria esterna, per 0-2, contro la Dinamo Zagabria, disputa la sua centesima partita con indosso la maglia bianca.

#### Gent
Il 28 dicembre 2016 passa, a titolo definitivo, al club belga del Gent con cui firma un contratto fino a giugno 2021. L'esordio arriva il 20 gennaio 2017 in occasione della vittoria casalinga, per 1-0, contro il Charleroi. Conclude la sua prima stagione con la maglia del Gent con un bottino di 23 presenze dove subisce 25 reti.

#### Aston Villa
Nel dicembre 2018 si trasferisce all’Aston Villa.

#### Tolosa
Dopo avere trovato poco spazio in Inghilterra, il 20 gennaio 2020 si trasferisce in prestito al Tolosa.

#### Il ritorno all'Hajduk Spalato
Dopo un inizio di stagione senza presenze tra i pali dei The Villans, il 22 dicembre 2020 si trasferisce in prestito all'Hajduk Spalato fino a fine stagione, tornando a militare nel club dopo 3 anni. Il 27 febbraio 2021 para al 95º il rigore battuto dal capitano del Rijeka Franko Andrijašević blindando il risultato finale sul 1-0, e consegnando di fatto la vittoria del derby dell'Adriatico ai Majstori s mora. Il 3 marzo, sostituendo nelle gerarchie Mijo Caktaš, è stato ufficialmente promosso a capitano della squadra spalatina. L'11 luglio viene ufficializzato il prolungamento del suo prestito tra le file dei Bili per un'altra stagione, dopo aver terminato i primi quattro mesi di prestito con 11 clean sheet su 21 presenze in campionato.
Il 19 dicembre seguente para un prezioso rigore a Damjan Bohar nel derby casalingo di campionato terminato a reti bianche contro l'Osijek. Il 26 maggio 2022 alza per la prima volta da capitano la Coppa di Croazia vinta in finale contro il Rijeka (1-3).
Il 1º luglio seguente, dopo aver rescisso consensualmente il suo contratto con il Villa,  si accasa a titolo definitivo nel club spalatino con il quale firma un contratto valido fino all'estate del 2025.

### Nazionale

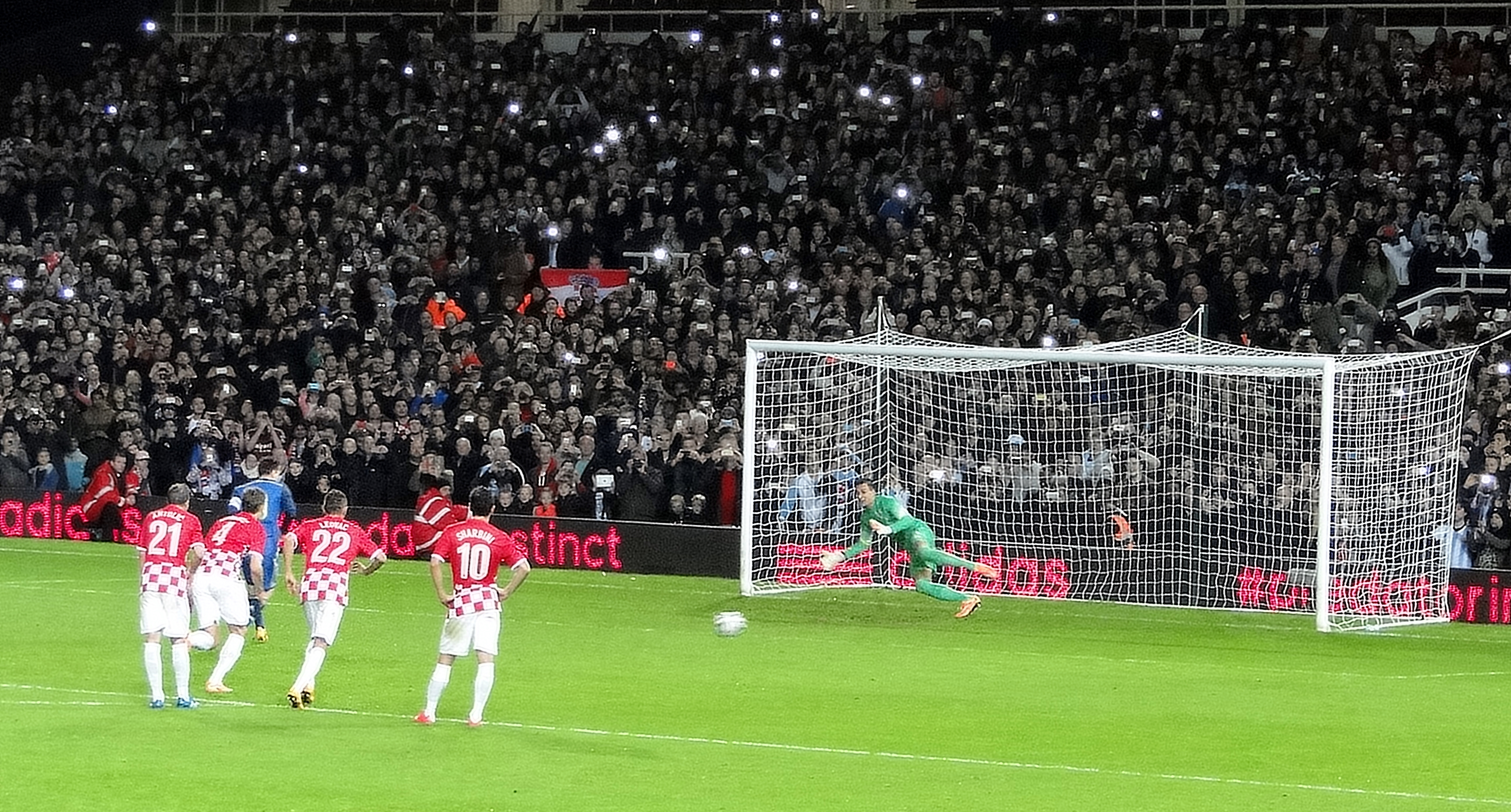
Kalinić, al suo esordio in Nazionale, che tenta di parare un rigore a Lionel Messi.

Dopo aver vestito le maglie delle Nazionali giovanili, il 12 novembre 2014 disputa la sua prima partita con la maglia della Nazionale maggiore in occasione dell'amichevole contro la Argentina persa 2-1.
Il 31 maggio 2016 viene convocato per gli Europei 2016 in Francia. Non scendendo mai in campo, l'avventura si conclude agli ottavi di finale poiché la sua squadra viene battuta dal Portogallo per 1-0.
Il 4 giugno 2018 viene selezionato nella lista dei 23 giocatori che parteciperanno al campionato del mondo 2018 in Russia, dove con i suoi 202 cm risulta essere il giocatore più alto dell'intera competizione. L'esordio in tale competizione arriva il 26 giugno successivo in occasione della vittoria, per 2-1, contro l'Islanda. La sua nazionale si deve accontentare del secondo posto poiché, dopo aver raggiunto la finale, la Croazia viene battuta dalla Francia per 4-2.

## Statistiche

### Presenze e reti nei club
Statistiche aggiornate al 20 aprile 2025.
| Stagione              | Squadra               | Campionato            | Campionato | Campionato | Coppe nazionali | Coppe nazionali | Coppe nazionali | Coppe continentali | Coppe continentali | Coppe continentali | Altre coppe | Altre coppe | Altre coppe | Totale | Totale |
| Stagione              | Squadra               | Comp                  | Pres       | Reti       | Comp            | Pres            | Reti            | Comp               | Pres               | Reti               | Comp        | Pres        | Reti        | Pres   | Reti   |
| --------------------- | --------------------- | --------------------- | ---------- | ---------- | --------------- | --------------- | --------------- | ------------------ | ------------------ | ------------------ | ----------- | ----------- | ----------- | ------ | ------ |
| gen.-giu. 2009        | Junak Sinj            | 2. HNL                | 4          | -?         | -               | -               | -               | -                  | -                  | -                  | -           | -           | -           | 4      | -?     |
| 2009-2010             | Novalja               | 3. HNL                | 23         | -?         | -               | -               | -               | -                  | -                  | -                  | -           | -           | -           | 23     | -?     |
| 2010-2011             | Hajduk Spalato        | 1. HNL                | 1          | -1         | CC              | 0               | 0               | UEL                | 0                  | 0                  | SC          | 0           | 0           | 1      | -1     |
| 2011-feb. 2012        | Hajduk Spalato        | 1. HNL                | 1          | -1         | CC              | 2               | -3              | UEL                | 0                  | 0                  | -           | -           | -           | 3      | -4     |
| feb.-giu. 2012        | Karlovac              | 1. HNL                | 11         | -19        | CC              | 0               | 0               | -                  | -                  | -                  | -           | -           | -           | 11     | -19    |
| 2012-2013             | Hajduk Spalato        | 1. HNL                | 4          | -4         | CC              | 1               | -3              | UEL                | 0                  | 0                  | -           | -           | -           | 5      | -7     |
| 2013-2014             | Hajduk Spalato        | 1. HNL                | 24         | -26        | CC              | 1               | -5              | UEL                | 4                  | -4                 | SC          | 1           | -1          | 30     | -36    |
| 2014-2015             | Hajduk Spalato        | 1. HNL                | 28         | -37        | CC              | 5               | -3              | UEL                | 3                  | -2                 | -           | -           | -           | 36     | -42    |
| 2015-2016             | Hajduk Spalato        | 1. HNL                | 31         | -22        | CC              | 2               | -6              | UEL                | 8                  | -9                 | -           | -           | -           | 41     | -37    |
| 2016-gen. 2017        | Hajduk Spalato        | 1. HNL                | 13         | -12        | CC              | 1               | -2              | UEL                | 4                  | -4                 | -           | -           | -           | 18     | -18    |
| gen.-giu. 2017        | Gent                  | PL                    | 9+10       | -6 + -11   | CB              | 0               | 0               | UEL                | 4                  | -8                 | -           | -           | -           | 23     | -25    |
| 2017-2018             | Gent                  | PL                    | 26+9       | -23 + -7   | CB              | 2               | -5              | UEL                | 1                  | -1                 | -           | -           | -           | 38     | -36    |
| 2018-gen. 2019        | Gent                  | PL                    | 7          | -14        | CB              | 0               | 0               | UEL                | 3                  | -3                 | -           | -           | -           | 10     | -17    |
| Totale Gent           | Totale Gent           | Totale Gent           | 42+19      | -43 + -18  |                 | 2               | -5              |                    | 8                  | -12                |             | -           | -           | 71     | -78    |
| gen.-giu. 2019        | Aston Villa           | PL                    | 7          | -12        | FACup+CdL       | 1+0             | -3              | -                  | -                  | -                  | -           | -           | -           | 8      | -15    |
| 2019-gen. 2020        | Aston Villa           | PL                    | 0          | 0          | FACup+CdL       | 0               | 0               | -                  | -                  | -                  | -           | -           | -           | 0      | 0      |
| gen.-giu. 2020        | Tolosa                | L1                    | 4          | -4         | CF+CdL          | 0               | 0               | -                  | -                  | -                  | -           | -           | -           | 4      | -4     |
| 2020-gen. 2021        | Aston Villa           | PL                    | 0          | 0          | FACup+CdL       | 0               | 0               | -                  | -                  | -                  | -           | -           | -           | 0      | 0      |
| Totale Aston Villa    | Totale Aston Villa    | Totale Aston Villa    | 7          | -12        |                 | 1               | -3              |                    | -                  | -                  |             | -           | -           | 8      | -15    |
| gen.-giu. 2021        | Hajduk Spalato        | 1. HNL                | 21         | -16        | CC              | 1               | -3              | UEL                | 0                  | 0                  | -           | -           | -           | 22     | -19    |
| 2021-2022             | Hajduk Spalato        | 1. HNL                | 29         | -22        | CC              | 4               | -5              | UECL               | 2                  | -4                 | -           | -           | -           | 35     | -31    |
| 2022-2023             | Hajduk Spalato        | 1. HNL                | 9          | -9         | CC              | 0               | 0               | UECL               | 4                  | -8                 | SC          | 1           | 0           | 14     | -17    |
| 2023-2024             | Hajduk Spalato        | 1. HNL                | 1          | -1         | CC              | 2               | -1              | UECL               | 0                  | 0                  | SC          | 0           | 0           | 3      | -2     |
| 2024-2025             | Hajduk Spalato        | 1. HNL                | 4          | -4         | CC              | 1               | 0               | UECL               | 0                  | 0                  | -           | -           | -           | 5      | -4     |
| Totale Hajduk Spalato | Totale Hajduk Spalato | Totale Hajduk Spalato | 166        | -155       |                 | 20              | -31             |                    | 25                 | -31                |             | 2           | -1          | 213    | -218   |
| Totale carriera       | Totale carriera       | Totale carriera       | 276        | -251+      |                 | 23              | -39             |                    | 33                 | -43                |             | 2           | -1          | 334    | -334+  |

### Cronologia presenze e reti in nazionale
| Cronologia completa delle presenze e delle reti in nazionale ― Croazia | Cronologia completa delle presenze e delle reti in nazionale ― Croazia | Cronologia completa delle presenze e delle reti in nazionale ― Croazia | Cronologia completa delle presenze e delle reti in nazionale ― Croazia | Cronologia completa delle presenze e delle reti in nazionale ― Croazia | Cronologia completa delle presenze e delle reti in nazionale ― Croazia | Cronologia completa delle presenze e delle reti in nazionale ― Croazia | Cronologia completa delle presenze e delle reti in nazionale ― Croazia |
| Data                                                                   | Città                                                                  | In casa                                                                | Risultato                                                              | Ospiti                                                                 | Competizione                                                           | Reti                                                                   | Note                                                                   |
| ---------------------------------------------------------------------- | ---------------------------------------------------------------------- | ---------------------------------------------------------------------- | ---------------------------------------------------------------------- | ---------------------------------------------------------------------- | ---------------------------------------------------------------------- | ---------------------------------------------------------------------- | ---------------------------------------------------------------------- |
| 12-11-2014                                                             | Londra                                                                 | Argentina                                                              | 2 – 1                                                                  | Croazia                                                                | Amichevole                                                             | -2                                                                     | 89’                                                                    |
| 17-11-2015                                                             | Rostov sul Don                                                         | Russia                                                                 | 1 – 3                                                                  | Croazia                                                                | Amichevole                                                             | -1                                                                     | 90’                                                                    |
| 23-3-2016                                                              | Osijek                                                                 | Croazia                                                                | 2 – 0                                                                  | Israele                                                                | Amichevole                                                             | -                                                                      | 46’                                                                    |
| 26-3-2016                                                              | Budapest                                                               | Ungheria                                                               | 1 – 1                                                                  | Croazia                                                                | Amichevole                                                             | -1                                                                     |                                                                        |
| 5-9-2016                                                               | Zagabria                                                               | Croazia                                                                | 1 – 1                                                                  | Turchia                                                                | Qual. Mondiali 2018                                                    | -1                                                                     |                                                                        |
| 15-11-2016                                                             | Belfast                                                                | Irlanda del Nord                                                       | 0 – 3                                                                  | Croazia                                                                | Amichevole                                                             | -                                                                      | 82’                                                                    |
| 28-3-2017                                                              | Tallinn                                                                | Estonia                                                                | 3 – 0                                                                  | Croazia                                                                | Amichevole                                                             | -3                                                                     |                                                                        |
| 28-5-2017                                                              | Los Angeles                                                            | Messico                                                                | 1 – 2                                                                  | Croazia                                                                | Amichevole                                                             | -1                                                                     |                                                                        |
| 11-6-2017                                                              | Reykjavík                                                              | Islanda                                                                | 1 – 0                                                                  | Croazia                                                                | Qual. Mondiali 2018                                                    | -1                                                                     |                                                                        |
| 28-3-2018                                                              | Arlington                                                              | Messico                                                                | 0 – 1                                                                  | Croazia                                                                | Amichevole                                                             | -                                                                      |                                                                        |
| 8-6-2018                                                               | Osijek                                                                 | Croazia                                                                | 2 – 1                                                                  | Senegal                                                                | Amichevole                                                             | -                                                                      | 67’                                                                    |
| 26-6-2018                                                              | Rostov                                                                 | Islanda                                                                | 1 – 2                                                                  | Croazia                                                                | Mondiali 2018 - 1º turno                                               | -1                                                                     |                                                                        |
| 6-9-2018                                                               | Faro                                                                   | Portogallo                                                             | 1 – 1                                                                  | Croazia                                                                | Amichevole                                                             | -1                                                                     |                                                                        |
| 11-9-2018                                                              | Elche                                                                  | Spagna                                                                 | 6 – 0                                                                  | Croazia                                                                | UEFA Nations League 2018-2019 - 1º turno                               | -6                                                                     | 35’ (aut.)                                                             |
| 15-11-2018                                                             | Zagabria                                                               | Croazia                                                                | 3 – 2                                                                  | Spagna                                                                 | UEFA Nations League 2018-2019 - 1º turno                               | -2                                                                     |                                                                        |
| 18-11-2018                                                             | Londra                                                                 | Inghilterra                                                            | 2 – 1                                                                  | Croazia                                                                | UEFA Nations League 2018-2019 - 1º turno                               | -2                                                                     |                                                                        |
| 21-3-2019                                                              | Zagabria                                                               | Croazia                                                                | 2 – 1                                                                  | Azerbaigian                                                            | Qual. Euro 2020                                                        | -1                                                                     |                                                                        |
| 24-3-2019                                                              | Budapest                                                               | Ungheria                                                               | 2 – 1                                                                  | Croazia                                                                | Qual. Euro 2020                                                        | -2                                                                     |                                                                        |
| 19-11-2019                                                             | Pola                                                                   | Croazia                                                                | 2 – 1                                                                  | Georgia                                                                | Amichevole                                                             | -1                                                                     | 46’                                                                    |
| Totale                                                                 |                                                                        | Presenze                                                               | 19                                                                     |                                                                        | Reti                                                                   | -26                                                                    |                                                                        |

| Cronologia completa delle presenze e delle reti in nazionale ― Croazia under 21 | Cronologia completa delle presenze e delle reti in nazionale ― Croazia under 21 | Cronologia completa delle presenze e delle reti in nazionale ― Croazia under 21 | Cronologia completa delle presenze e delle reti in nazionale ― Croazia under 21 | Cronologia completa delle presenze e delle reti in nazionale ― Croazia under 21 | Cronologia completa delle presenze e delle reti in nazionale ― Croazia under 21 | Cronologia completa delle presenze e delle reti in nazionale ― Croazia under 21 | Cronologia completa delle presenze e delle reti in nazionale ― Croazia under 21 |
| Data                                                                            | Città                                                                           | In casa                                                                         | Risultato                                                                       | Ospiti                                                                          | Competizione                                                                    | Reti                                                                            | Note                                                                            |
| ------------------------------------------------------------------------------- | ------------------------------------------------------------------------------- | ------------------------------------------------------------------------------- | ------------------------------------------------------------------------------- | ------------------------------------------------------------------------------- | ------------------------------------------------------------------------------- | ------------------------------------------------------------------------------- | ------------------------------------------------------------------------------- |
| 3-6-2011                                                                        | Dugopoglie                                                                      | Croazia under 21                                                                | 0 – 1                                                                           | Georgia under 21                                                                | Qual. Europeo Under-21 2013                                                     | -1                                                                              |                                                                                 |
| 5-9-2011                                                                        | Sion                                                                            | Svizzera under 21                                                               | 4 – 0                                                                           | Croazia under 21                                                                | Qual. Europeo Under-21 2013                                                     | -4                                                                              |                                                                                 |
| 6-10-2011                                                                       | Osijek                                                                          | Croazia under 21                                                                | 0 – 2                                                                           | Spagna under 21                                                                 | Qual. Europeo Under-21 2013                                                     | -2                                                                              |                                                                                 |
| 10-10-2011                                                                      | Tartu                                                                           | Estonia under 21                                                                | 0 – 1                                                                           | Croazia under 21                                                                | Qual. Europeo Under-21 2013                                                     | -                                                                               |                                                                                 |
| 14-11-2011                                                                      | Pola                                                                            | Croazia under 21                                                                | 4 – 0                                                                           | Estonia under 21                                                                | Qual. Europeo Under-21 2013                                                     | -                                                                               |                                                                                 |
| 2-6-2012                                                                        | Koprivnica                                                                      | Croazia under 21                                                                | 1 – 2                                                                           | Svizzera under 21                                                               | Qual. Europeo Under-21 2013                                                     | -2                                                                              |                                                                                 |
| 5-2-2013                                                                        | Pola                                                                            | Croazia under 21                                                                | 2 – 3                                                                           | Paesi Bassi under 21                                                            | Amichevole                                                                      | -3                                                                              |                                                                                 |
| Totale                                                                          |                                                                                 | Presenze                                                                        | 7                                                                               |                                                                                 | Reti                                                                            | -12                                                                             |                                                                                 |

## Palmarès

### Club

#### Competizioni nazionali
- Coppa di Croazia: 3

Hajduk Spalato: 2012-2013, 2021-2022, 2022-2023